# Discografia do Dream Theater
A discografia do Dream Theater, banda americana de metal progressivo, consiste de quatorze álbuns de estúdio, um EP, oito álbuns ao vivo, um álbum de compilação, oito álbuns de vídeo, nove singles e vinte e dois vídeos musicais. A banda foi formada sob o nome de Majesty pelo guitarrista John Petrucci, o baixista John Myung e o baterista Mike Portnoy, enquanto os três estavam estudando no Berklee College of Music, em setembro de 1985. O trio incluiu o tecladista Kevin Moore e o vocalista Chris Collins para completar sua formação. Depois de lançar a Majesty Demos, Collins foi substituído por Charlie Dominici em novembro de 1987.
O grupo assinou com a Mechanic Records, e lançou seu álbum de estreia, When Dream and Day Unite, em 1989. Antes do lançamento do álbum, concordaram em mudar seu nome para "Dream Theater", inspirado em um teatro da Califórnia. Depois de demitir Dominici, o Dream Theater contratou o vocalista canadense James LaBrie em 1991. O álbum de estréia com LaBrie foi Images and Words, que foi o primeiro e único álbum certificado pela Recording Industry Association of America (RIAA), tendo vendido mais de 500.000 cópias. Moore deixou o grupo após a gravação de Awake em 1994, e foi substituído por Derek Sherinian para a turnê do álbum. Mais tarde ele foi efetivado no cargo, aparecendo no EP A Change of Seasons e no álbum Falling Into Infinity. O álbum duplo ao vivo Once in a LIVEtime foi lançado em 1998.
Em 1999, Jordan Rudess foi contratado para substituir Sherinian. O primeiro trabalho de Rudess foi em Scenes from a Memory, um álbum conceitual. Em 2002, o Dream Theater lançou Six Degrees of Inner Turbulence, seguido por Train of Thought em 2003, e Octavarium em 2005. Live Scenes from New York (2001) e Live at Budokan (2004) foram os registros ao vivo nesse período. Em 2006, para celebrar o aniversário de 20 anos da banda, foi lançado Score, apresentação que contou com o apoio de uma orquestra. Foi seguido um ano depois pelo seu nono álbum de estúdio, Systematic Chaos. O décimo álbum de estúdio do Dream Theater, Black Clouds & Silver Linings, o segundo da banda pela gravadora Roadrunner Records, foi lançado em 23 de junho de 2009.
Em setembro de 2010, o baterista e membro fundador Mike Portnoy anunciou que estava saindo do Dream Theater. A banda então filmou um documentário registrando sua busca por um substituto, que encontraram no professor da Berklee, Mike Mangini. Em 2011, o Dream Theater lançou seu décimo primeiro álbum de estúdio, A Dramatic Turn of Events, e seu álbum homônimo em 2013, o primeiro com composições de Mangini. A banda lançou seu décimo primeiro videoclipe para "On the Backs of Angels" em 4 de outubro de 2011, música que foi posteriormente indicada ao prêmio Grammy.[carece de fontes?]
Em 6 de dezembro de 2013, foi anunciado que o single principal do álbum homônimo do Dream Theater, "The Enemy Inside", foi indicado ao prêmio Grammy de Melhor Performance de Metal. Esta é a segunda indicação consecutiva ao Grammy para a banda. O décimo terceiro álbum de estúdio da banda, The Astonishing, o primeiro registro duplo, foi lançado em janeiro de 2016. Foi seguido pelo lançamento de seu décimo quarto álbum de estúdio, Distance over Time, em fevereiro de 2019.
O Dream Theater já vendeu mais de dois milhões de discos e DVDs nos Estados Unidos e mais de 12 milhões de discos e DVDs em todo o mundo.

## Álbuns

### Álbuns de estúdio
| Álbum                                  | Detalhes                                                                                   |
| -------------------------------------- | ------------------------------------------------------------------------------------------ |
| When Dream and Day Unite               | - Lançamento: 6 de março de 1989 - Gravadora: MCA - Formatos: CD, Cassete, LP              |
| Images and Words                       | - Lançamento: 7 de julho de 1992 - Gravadora: Atco - Formatos: CD, Cassete, LP             |
| Awake                                  | - Lançamento: 20 de setembro de 1994 - Gravadora: East West - Formatos: CD, Cassete, LP    |
| Falling into Infinity                  | - Lançamento: 23 de setembro de 1997 - Gravadora: East West - Formatos: CD, Cassete, LP    |
| Metropolis Pt. 2: Scenes from a Memory | - Lançamento: 26 de outubro de 1999 - Gravadora: Elektra - Formatos: CD, Cassete, LP       |
| Six Degrees of Inner Turbulence        | - Lançamento: 29 de janeiro de 2002 - Gravadora: Elektra - Formatos: CD, Cassete, LP       |
| Train of Thought                       | - Lançamento: 11 de novembro de 2003 - Gravadora: Elektra - Formatos: CD, Cassete, LP      |
| Octavarium                             | - Lançamento: 7 de junho de 2005 - Gravadora: Atlantic - Formatos: CD, Cassete, LP         |
| Systematic Chaos                       | - Lançamento: 4 de junho de 2007 - Gravadora: Roadrunner - Formatos: CD, DVD, LP, DD       |
| Black Clouds & Silver Linings          | - Lançamento: 23 de junho de 2009 - Gravadora: Roadrunner - Formatos: CD, LP, DD           |
| A Dramatic Turn of Events              | - Lançamento: 13 de setembro de 2011 - Gravadora: Roadrunner - Formatos: CD, DVD, LP, DD   |
| Dream Theater                          | - Lançamento: 24 de setembro de 2013 - Gravadora: Roadrunner - Formatos: CD, DVD, LP, DD   |
| The Astonishing                        | - Lançamento: 29 de janeiro de 2016 - Gravadora: Roadrunner - Formatos: CD, LP, DD         |
| Distance over Time                     | - Lançamento: 22 de fevereiro de 2019 - Gravadora: Inside Out Music - Formatos: CD, LP, DD |

### EP
| Álbum               | Detalhes                                                                            |
| ------------------- | ----------------------------------------------------------------------------------- |
| A Change of Seasons | - Lançamento: 19 de setembro de 1995 - Gravadora: East West - Formatos: CD, Cassete |

### Compilações
| Álbum                                            | Detalhes                                                           |
| ------------------------------------------------ | ------------------------------------------------------------------ |
| Greatest Hit (...and 21 Other Pretty Cool Songs) | - Lançamento: 1 de abril de 2008 - Gravadora: Rhino - Formatos: CD |

### Álbuns ao vivo
| Álbum                               | Detalhes                                                                                |
| ----------------------------------- | --------------------------------------------------------------------------------------- |
| Live at the Marquee                 | - Lançamento: 4 de setembro de 1993 - Gravadora: Atco - Formatos: CD, Cassete, LP       |
| Once in a LIVEtime                  | - Lançamento: 27 de outubro de 1998 - Gravadora: Elektra - Formatos: CD, Cassete        |
| Live Scenes from New York           | - Lançamento: 11 de setembro de 2001 - Gravadora: Elektra - Formatos: CD, Cassete       |
| Live at Budokan                     | - Lançamento: 5 de outubro de 2004 - Gravadora: Atlantic - Formatos: CD, DVD, BR        |
| Score – 20th Anniversary World Tour | - Lançamento: 29 de agosto de 2006 - Gravadora: Rhino - Formatos: CD, DVD               |
| Chaos in Motion 2007-2008           | - Lançamento: 30 de setembro de 2008 - Gravadora: Roadrunner - Formatos: CD, DVD        |
| Live at Luna Park                   | - Lançamento: 5 de novembro de 2013 - Gravadora: Roadrunner - Formatos: CD, Cassete, LP |
| Breaking the Fourth Wall            | - Lançamento: 29 de setembro de 2014 - Gravadora: Roadrunner - Formatos: CD, DVD, BR    |

## Videografia

### Videos
| Álbum                                                   | Detalhes                                                                              |
| ------------------------------------------------------- | ------------------------------------------------------------------------------------- |
| Images and Words: Live in Tokyo                         | - Lançamento: 16 de novembro de 1993 - Gravadora: Atlantic, East West - Formatos: VHS |
| 5 Years in a LIVEtime                                   | - Lançamento: 27 de outubro de 1998 - Gravadora: East West - Formatos: VHS            |
| Metropolis 2000: Scenes from New York                   | - Lançamento: 20 de março de 2001 - Gravadora: Elektra - Formatos: DVD, VHS           |
| Images and Words: Live in Tokyo / 5 Years in a LIVEtime | - Lançamento: 20 de setembro de 2004 - Gravadora: Rhino - Formatos: DVD               |
| Live at Budokan                                         | - Lançamento: 5 de outubro de 2004 - Gravadora: Atlantic - Formatos: DVD, BR          |
| Score – 20th Anniversary World Tour                     | - Lançamento: 29 de agosto de 2006 - Gravadora: Rhino - Formatos: DVD                 |
| Chaos in Motion 2007-2008                               | - Lançamento: 30 de setembro de 2008 - Gravadora: Roadrunner - Formatos: DVD          |
| Live at Luna Park                                       | - Lançamento: 5 de novembro de 2013 - Gravadora: Roadrunner - Formatos: DVD, BR       |
| Breaking the Fourth Wall                                | - Lançamento: 30 de setembro de 2014 - Gravadora: Roadrunner - Formatos: DVD, BR      |

### Videoclipes
- "Pull Me Under" (do álbum Images and Words) (1992)
- "Another Day" (do álbum Images and Words) (1992)
- "Take the Time" (do álbum Images and Words) (1992)
- "The Silent Man" (do álbum Awake) (1994)
- "Lie" (do álbum Awake) (1994)
- "Hollow Years" (do álbum Falling Into Infinity) (1997)
- "Constant Motion" (do álbum Systematic Chaos) (2007)
- "Forsaken" (do álbum Systematic Chaos) (2007)
- "A Rite of Passage" (do álbum Black Clouds and Silver Linings) (2009)
- "Wither" (do álbum Black Clouds and Silver Linings) (2009)
- "On the Backs of Angels" (do álbum A Dramatic Turn of Events) (2011)
- "Build Me Up, Break Me Down" (do álbum A Dramatic Turn of Events) (2011) Lyric Video
- "The Enemy Inside" (do álbum Dream Theater)) (2013)
- "The Looking Glass" (do álbum Dream Theater) (2014)
- "Enigma Machine" (do álbum Dream Theater) (2014)
- "The Gift of Music" (do álbum The Astonishing) (2016)
- "Our New World" (do álbum The Astonishing) (2016)
- "Untethered Angel" (do álbum Distance over Time) (2019)
- "Paralyzed" (do álbum Distance over Time) (2019)
- "Barstool Warrior" (do álbum Distance over Time) (2019) Animation Video

Embora o conceito de "videoclipes" tenha mudado ao longo do tempo, algumas considerações são necessárias referente a lista. A música "Metropolis Pt. 1", do álbum Images and Words, foi lançada de forma oficial na sua versão ao vivo presente no video Live at Luna Park. O mesmo ocorreu com a versão ao vivo de "Strange Deja Vu", do álbum Metropolis Pt. 2: Scenes from a Memory, e também presente no video de Breaking the Fourth Wall, lançada com o subtítulo de Live From The Boston Opera House.
O conceito de Lyric Video, muito popular no Youtube, também foi adotado pelo Dream Theater com a música "Build Me Up, Break Me Down". Em 2019 foi lançado o video para "Barstool Warrior" no formato Animation Video.

## Covers
O Dream Theater, em certos momentos, costuma tocar ao vivo as canções de um determinado álbum na íntegra, como forma de homenagear as bandas que lhes influenciaram. É quase uma "regravação" ao vivo de discos clássicos do rock e do heavy metal. Até agora foram realizados:
- The Number of the Beast (Iron Maiden) (2002)
- Master of Puppets (Metallica) (2004)
- Cemetery Gates (Pantera) (2005)
- Dark Side of the Moon (Pink Floyd) (2006)
- Made in Japan (Deep Purple) (2006)
- Vários covers na edição especial do álbum Black Clouds & Silver Linings

## Bootlegs
Dream Theater lançou uma série de bootlegs oficiais, demos e outras raridades através da YtseJam Records, encabeçados por Portnoy.
| - Majesty Demos 1985–1986 - When Dream and Day Unite Demos 1987–1989 - Images and Words Demos 1989–1991 - Awake Demos 1994 - Falling Into Infinity Demos 1996-1997 - Train of Thought Instrumental Demos 2003 - Master of Puppets (CD) - The Number of the Beast (CD) - Made in Japan (CD) - Uncovered 2003–2005 (CD) - The Dark Side of the Moon (CD/DVD) | - New York City – 04/03/1993 (CD) - Tokyo, Japan – 28/10/1995 (CD) - Old Bridge, New Jersey – 14/12/1996 (CD) - Los Angeles, California – 18/05/1998 (CD) - Bucharest, Romania – 04/07/2002 (DVD) - When Dream and Day Reunite – 06/05/2004 (CD/DVD) - Santiago, Chile - 06/12/2005 (DVD) - Happy Holidays 2013 - 25/12/2013 (eletrônico) - The Making of Falling Into Infinity - The Making of Scenes From a Memory |